# Юберхен Мартінес
Юберхен Ерні Мартінес Рівас (ісп. Yuberjen Herney Martínez Rivas; нар. 1 листопада 1991, Турбо, Колумбія) — колумбійський боксер-любитель, що виступав у першій найлегшій ваговій категорії, срібний призер олімпійських ігор 2016 року, бронзовий призер чемпіонату світу 2017 року.

## Аматорська кар'єра
2014 року завоював срібну медаль на Іграх Центральної Америки і Карибського басейну.
Олімпійські ігри 2016
- 1/16 фіналу. Переміг Патріка Лоуренсо (Бразилія) — 3-0
- 1/8 фіналу. Переміг Рохена Ладона (Філіппіни) — 3-0
- 1/4 фіналу. Переміг Самуеля Кармона (Іспанія) — 2-1
- 1/2 фіналу. Переміг Хоаніса Архілагоса (Куба) — 2-1
- Фінал. Програв Хасанбою Дусматову (Узбекистан) — 0-3

Чемпіонат світу 2017
- 1/8 фіналу. Переміг Галала Яфай (Англія) — 5-0
- 1/4 фіналу. Переміг Ган-Ердене Ганхуяга (Монголія) — 5-0
- 1/2 фіналу. Програв Хасанбою Дусматову (Узбекистан) — 0-5

2018 року став чемпіоном Ігор Центральної Америки і Карибського басейну та Південноамериканських ігор. 2019 року завоював срібну медаль на Панамериканських іграх.
Чемпіонат світу 2019
- 1/16 фіналу. Переміг Рамона Кірога (Аргентина) — 3-2
- 1/8 фіналу. Програв Сакену Бібоссінову (Казахстан) — 0-5

Олімпійські ігри 2020
- 1/16 фіналу: Переміг Раджаба Отукіле Магомеда (Ботсвана) — 5-0
- 1/8 фіналу: Переміг Аміта Пангала (Індія) — 4-1
- 1/4 фіналу: Програв Ріомею Танаці (Японія) — 1-4

На чемпіонаті світу 2021 здобув дві перемоги, а у чвертьфіналі програв Сакену Бібосинову (Казахстан) — 0-3. На чемпіонаті світу 2023 програв у першому бою.
На Іграх Центральної Америки і Карибського басейну 2023 став чемпіоном, здобувши у фіналі перемогу над Хуніором Алькантара (Домініканська Республіка).
На Панамериканських іграх 2023 програв у другому бою Роско Гіллу (США).